# Filipendula
Tribu
Genre
Classification APG II (2003)
Sous-genres de rang inférieur
- Filipendula subg. Filipendula
- Filipendula subg. Hypogyna
- Filipendula subg. Ulmaria

Synonymes
- Alipendula Neck., Elem. Bot. 2: 89 (1790).
- Thecanisia Raf., Actes Soc. Linn. Bordeaux 6: 265 (1834).
- Ulmaria Mill., Gard. Dict. Abr. ed. 4. 28 Jan (1754).

Filipendula est un genre de plantes à fleurs de la famille des Rosaceae. C'est l'unique genre de la tribu des Ulmarieae, dans la sous-famille des Rosoideae.

## Liste des espèces
- Filipendula angustiloba
- Filipendula glaberrima
- Filipendula kamtschatica
- Filipendula kiraishiensis
- Filipendula multijuga
- Filipendula occidentalis
- Filipendula palmata
- Filipendula purpurea
- Filipendula rubra
- Filipendula ulmaria - la Reine-des-prés
- Filipendula vestita
- Filipendula vulgaris - la Spirée filipendule

Les principales espèces européennes sont Filipendula ulmaria et Filipendula vulgaris, les principales espèces américaines sont Filipendula occidentalis et Filipendula rubra.

## Plantes hôtes
Les Filipendula sont les plantes hôtes des chenilles de plusieurs papillons, Brenthis hecate, Brenthis ino, Clossiana titania staudingeri, Pyrgus malvae ainsi que Saturnia pavonia, Eupithecia subfuscata, Eupithecia centaureata, Eupsilia transversa Orthosia gothica, Alcis repandata,